# Campeonato Europeu de Futebol Feminino de 1993
O Campeonato Europeu de Futebol Feminino de 1993 foi a 5ª edição do Campeonato Europeu de Futebol Feminino.
A fase final foi disputada na Itália. A Noruega venceu a competição contra a Itália no último jogo.